# كين ويبر
كين ويبر (بالإنجليزية: Ken Weber)‏ هو صحفي أمريكي، ولد في 28 نوفمبر 1943، وتوفي في 4 أغسطس 2007.